# 中华山紫茉莉
中华山紫茉莉（学名：Oxybaphus himalaicus var. chinensis）为紫茉莉科山紫茉莉属下的一个变种。